# Burg Andraz
Die Burg Andraz (auch Schloss Andraz, deutsch Schloss Buchenstein, italienisch Castello di Andraz, ladinisch Ciastel d’Andrac) liegt in den Dolomiten, südlich vom Falzaregopass in Buchenstein in der Provinz Belluno, Italien. Die Burg ist heute Ruine.

## Geschichte
Die Burg Andraz wurde um 1027 zur Sicherung der „Eisenstraße“ erbaut, auf der das in den Minen des Monte Pore gewonnene, qualitativ hochwertige Eisen transportiert wurde. Als erste Besitzer der Burg ist eine Familie von Buchenstein belegt, die wahrscheinlich einem süddeutschen Adel entstammte. 1091 erhielt das Hochstift Brixen von Kaiser Heinrich IV. die Herrschaft Buchenstein. Im darauffolgenden Jahrhundert erhielten die Brixener Dienstmannen von Rodenegg und von Schöneck den größten Teil des Grundbesitzes in Buchenstein zu Lehen. Durch Erbschaft und Käufe wurden die Schönecker bald alleinige Herrscher von Buchenstein. Um 1200 verkauften die Herren von Buchenstein die Burg Andraz an die Bischöfe von Brixen.

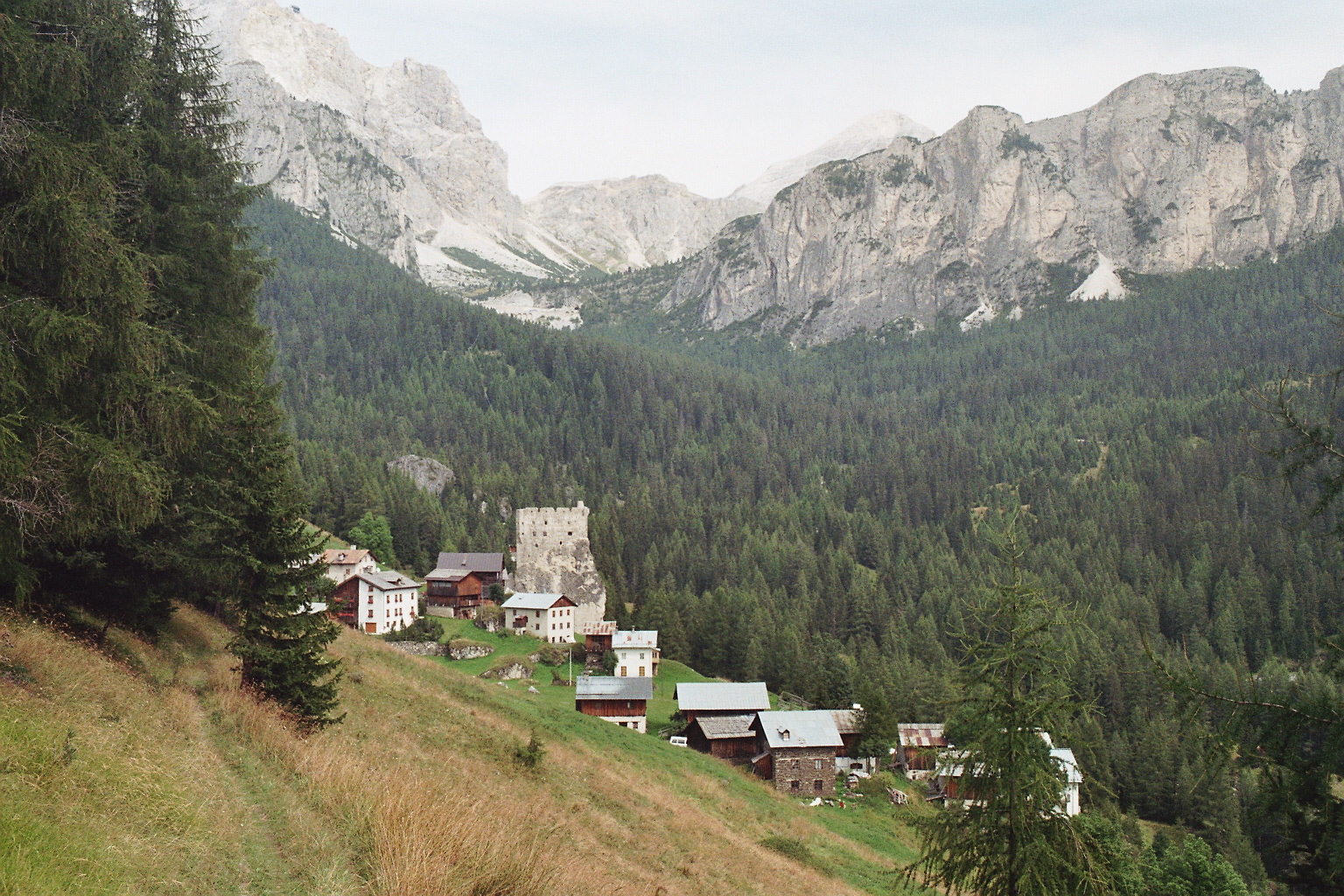
Burg Andraz mit Dorf

Das Hochstift Brixen nahm Andraz im Jahr 1426 mit der Herrschaft Buchenstein in eigene Verwaltung. 1432 wurde Andraz umgebaut und mit einem Burghauptmann besetzt. Im Streit mit der Äbtissin Verena von Stuben vom Kloster Sonnenburg benutzte Fürstbischof Nikolaus von Kues aus Furcht vor dem Vogt des Klosters, Herzog Siegmund von Tirol, Andraz 1457/58 mehrere Monate als Fluchtburg.
Im Jahre 1755 stellte das Hochstift Brixen den Eisenerzabbau in der Herrschaft Buchenstein ein.
Durch die Säkularisation fiel Buchenstein 1803 an Österreich. Der letzte Schlosshauptmann Johann Lindner verließ die Burg Andraz. Schon sieben Jahre später fiel Buchenstein an das Königreich Italien, bis es 1813 mit Tirol vereinigt wurde und damit an Österreich kam. Bis zum Ersten Weltkrieg gehörte das Gebiet zu Tirol, inzwischen ist es Teil der Provinz Belluno.